# Nyctemera latifascia
Nyctemera latifascia là một loài bướm đêm thuộc phân họ Arctiinae, họ Erebidae.